# Salticus unicolor
Salticus unicolor là một loài nhện trong họ Salticidae.
Loài này thuộc chi Salticus. Salticus unicolor được Eugène Simon miêu tả năm 1868.